# Ludwik Adamski
Ludwik Adamski, pseudonim Lutek (ur. 1951, zm. 31 marca 1999 w Warszawie) – polski przestępca, jeden z członków zarządu gangu wołomińskiego, którym rządził razem z Marianem Klepackim.

## Życiorys
Oficjalnie był właścicielem pralni na warszawskim Żoliborzu, w rzeczywistości handlował przemyconym spirytusem i był specjalistą od wymuszeń oraz uprowadzeń dla okupu. W 1997 został aresztowany pod zarzutem zlecenia morderstwa rosyjskiego gangstera Andrieja Isajewa, ps. „Malowany”, jednak niedługo później zwolniony z aresztu. W gangu wołomińskim był odpowiedzialny za logistykę i planowanie.

### Strzelanina w restauracji „Gama”
Ludwik Adamski został zastrzelony w gangsterskiej egzekucji 31 marca 1999 na Woli w restauracji „Gama”, razem z Marianem Klepackim i trzema innymi przestępcami. Była to jedna z najsłynniejszych egzekucji mafijnych w historii Polski i największa gangsterska strzelanina w historii Warszawy. Kulis strzelaniny nie udało się nigdy wyjaśnić.